# Un meraviglioso Natale con i Flintstones
Un meraviglioso Natale con i Flintstones (A Flintstone Family Christmas) è uno speciale di Natale USA del 1993 prodotto da Hanna-Barbera. È l'unica apparizione di Stoney e ultima di Ciottolina e Bam-Bam in età adulta e dei loro figli Chip and Roxy. In Italia fu trasmesso su Italia 1 nel 25 dicembre 1999 da Bim bum bam. È il seguito de I Flintstones - Matrimonio a Bedrock e Flintstones - Lieto evento a Hollyrock.

## Trama
Per la prima volta in assoluto il film racconta la storia di Natale narrata da Fred, Wilma, Barney, Betty e i loro figli Ciottolina e Bam-Bam insieme a Dino, Stella, Stoney, i nipotini Chip e Roxy e il signor Slate.

## Doppiatori
| Personaggio      | Doppiatore originale | Doppiatore italiano |  |
| ---------------- | --- | ------------------- |  |
| Fred Flintstone  | Henry Corden | Pierluigi Astore    |  |
| Wilma Flintstone | Jean Vander Pyl | ?                   |  |
| Barney Rubble    | Frank Welker | ?                   |  |
| Betty Rubble     | B. J. Ward | ?                   |  |
| Sig. Slate       | John Stephenson | ?                   |  |
| Stoney           | Christine Cavanaugh | ?                   |  |
| Stella           | Didi Conn | ?                   |  |
| Ciottolina       | Megan Mullally | ?                   |  |
| Dino             | Frank Welker |                     |  |
| Voci varie       | Charlie Adler Hamilton Camp Nick Jameson Megan Mullally Robert Ridgely Kath Soucie John Stephenson Jean Vander Pyl Alan Young | ?                   |  |